# Дилипа пятнистая
Дилипа пятнистая (лат. Dilipa fenestra) — дневная бабочка из семейства Нимфалиды (Nymphalidae).

## Этимология латинского названия
лат. fenestra — окно, окошко — указание на наличие на передних крыльях бабочек прозрачных пятен.

## Описание
Длина переднего крыла: самцов — 28—30 мм, самок — 31—33 мм, максимально до 38 мм. Передние крылья на своей вершине имеют 2-3 овальных прозрачных пятнышка разной величины.
Верхняя сторона крыльев самцов — оранжевого цвета либо оранжевато-красновато-коричневая, у основания и по внешнему краю затемнены. Передние крылья с чёрными пятнами — с 2—3 суббазальными, 2 дискальным и 1 вершинным пятнами. Ниже центральной ячейки на внешнем поле находится овальное тёмное пятно с голубоватым центром. Задние крылья несут на себе ряд тёмных субмаргиналных пятен. Верхняя сторона крыльев самки с обширными коричневыми участками, тёмная с красно-оранжевыми пятнами в центральной ячейке переднего крыла, а также перевязью, разорванной на переднем крыле; белыми постдискальными пятнами и узкой оранжевой прикраевой перевязью.
Задние крылья у обоих полов на нижней стороне оранжевые в коричневых пестринках с коричневой срединной перевязью, которая идет от середины переднего крыла края и прерывается вблизи анальной жилки. В своей задней части перевязь осветлена с внутренней стороны.

## Ареал
Встречается в Юго-Восточной Азии: Корейский полуостров, Северный и Северо-Восточный Китай.
На территории России указан для окрестностей Уссурийска А. Масуи и Т. Иномата (Masui, Inomata, 1993) — 23 апреля 1991 года на влажной почве среди группы Roddia l-album указанными японскими натуралистами была замечена данная бабочка. Указание вида базируется только на визуальном наблюдение. Вероятно, это был залётный экземпляр, так как кормовое растение этого вида — Celtis в Приморском крае отсутствует.

## Биология
Бабочки встречаются в широколиственных лесах. Развивается в двух поколениях за год. Время лёта первого поколения — в мае- июле, второго — июле-октябре.
Кормовое растение гусениц — Каракас (Celtis).